# Martin Rodler
Martin Rodler (* 24. Februar 1989) ist ein österreichischer Fußballspieler. Er stand von 2011 bis Ende 2013 beim österreichischen Erste Liga-Verein SV Mattersburg unter Vertrag. Danach wechselte er zurück in seine steirische Heimat zum SV Lafnitz.

## Karriere
Rodler begann als Siebenjähriger beim unterklassigen USV Hartberg Umgebung Fußball zu spielen, wo er die verschiedenen Altersstufen durchlief. Mit 15 Jahren spielte er erstmals Kampfmannschaft des Vereins, in der er fünf Einsätze verzeichnen konnte.
Darauf aufmerksam geworden wechselte er im Juli 2006 in die zweithöchste Leistungsstufe, die Erste Liga, zum TSV Hartberg. Dort kam er für Hartberg nur auf fünf Einsätze, allerdings avancierte er nach dem Abstieg des TSV Hartberg in die Regionalliga Mitte zum Stammspieler und brachte es in der Saison 2007/08 auf 16 Einsätze, in denen er zwei Treffer erzielte. In der Saison 2008/09 war Rodler mit 17 Einsätzen und drei Toren maßgeblich am Meistertitel und Wiederaufstieg in die Erste Liga beteiligt.
Am 16. April 2010 erzielte der 1,91 Meter große Innenverteidiger beim 2:0-Heimsieg des TSV Hartberg gegen den FC Dornbirn seinen ersten Meisterschaftstreffer in der Profimannschaft. Im Sommer 2011 wechselte Rodler zum Bundesligisten SV Mattersburg. Mit den Burgenländern musste er 2013 den Gang in die Zweitklassigkeit antreten. Im Jänner 2014 wechselte Rodler zum Regionalligisten SV Lafnitz. Mit Lafnitz konnte er 2017/18 als Meister der Regionalliga Mitte in die 2. Liga aufsteigen. In dieser kam er für Lafnitz zu 25 Einsätzen, ab der Saison 2020/21 kam Rodler dann nur noch für die Amateure in der Landesliga zum Zug. Nach der Saison 2021/22 verließ er den Klub nach achteinhalb Jahren und wechselte – zusammen mit seinem langjährigen Teamkollegen Michael Kölbl – zum Fünftligisten TSV Pöllau in die Oberliga Süd/Ost.
Noch während seiner aktiven Karriere absolvierte er in der Saison 2006/07 einen Nachwuchsbetreuerlehrgang. In der Saison 2016/17 betreute er als Co-Trainer die U-8-Mannschaft des TSV Hartberg.

## Erfolge
- Meistertitel in der Regionalliga Mitte 2008/09 mit dem TSV Hartberg und 2017/18 mit dem SV Lafnitz